# مناطق شهرداری اراک

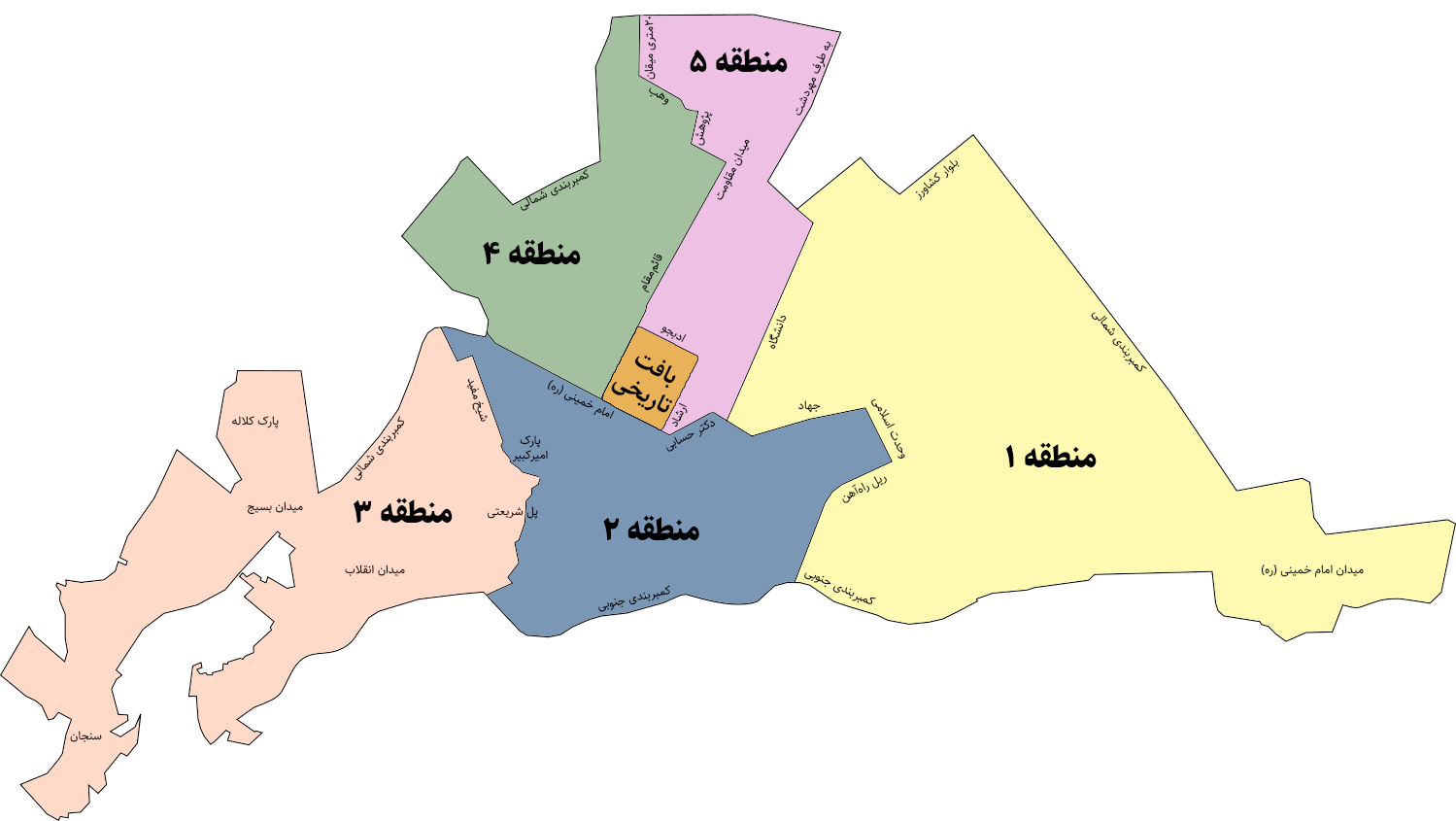
مناطق شهرداری اراک

کلانشهر اراک به ۵ منطقه به‌علاوهٔ بافت تاریخی تقسیم شده است.

## منطقه ۱
از میدان ولیعصر (خیابان  امام) تا خیابان محسنی، خیابان هپکو، خیابان دانشگاه و منطقه مسکن و شهر صنعتی و در امتداد آنها به سمت میدان محیط زیست، جاده خمین تا حسین آباد بغدادی و از جاده تهران تا حاجی آباد و تمامی صنایع و کارخانجات بزرگ و کوچک را شامل می‌شود.بلوار مهارت و قنات ناصریه و  شهرک‌ بهاران در این محدوده را در بر داشته و تا منطقه رسول آباد کلیه این مناطق تحت پوشش منطقه یک است.
مقدار جمعیت ساکن در این منطقه طبق آمار سال ۱۳۹۰ برابر با ٢٢٠٠٠٠نفر برابر با ٩٠۳۲۰ خانوار است که از این میان ١١٩٠٠٠ نفر مرد و١٠٠٠٠١  نفز زن بوده‌اند.

## منطقه ۲
منطقه دو شهرداری اراک از لحاظ موقعیت جغرافیایی، از قسمت شمالی خیابان امام، از سمت میدان ولی عصر، مجاور پل جهاد و سمت راست محدوده مسکن شروع و حد فاصل تفکیک منطقه یک و دو، در خط ریل راه‌آهن خاتمه می‌یابد. مقدار جمعیت ساکن در این منطقه طبق آمار سال ۱۳۹۰ برابر با ۱۵۹۹۷۹ نفر برابر با ۴۹۲۵۷ خانوار است که از این میان ۸۰۰۴۴ نفر مرد و ۷۹۹۳۵ نفز زن بوده‌اند.

## منطقه ۳
منطقه ۳ شهرداری اراک از لحاظ جغرافیایی شامل کرهرود و باغهای اطراف و منطقه تخت سادات، سنجان، شهرک نبئی، شهرک ۵۰۴ واحدی ماشین سازی و پردیس دانشگاه اراک است.

## منطقه ۴
منطقه چهار شهرداری اراک شامل:ضلع غربی خیابان قایم مقام تا میدان مقاومت,ضلع شرقی خیابان امام خمینی شمالی,جهانگیری,کوی فردوس,بلوارشهدا,داوران,خیابان مشهد,شهرک پردیس,شهرک قایم,و ارامستان اراک میشود.

## منطقه ۵
منطقه 5 شهرداری اراک شامل مناطق مرکزی و شمالی شهر اراک میشود:میدان سرداران,خیابان دانشگاه,خیابان قایم مقام ,جهرم,بزرگراه انجفی,شهرکهای توحید,ایت الله سعیدی,جانبازان,خانه سازی ,امیرکبیر,بعثت,هجرت,ازادگان,حمید،الغدیر, جوادیه و میدان امام حسین در این منطقه قرار دارند.

## شهرداری منطقه بافت تاریخی
این منطقه شهرداری در سال ۱۳۸۷ در منطقه مرکزی شهر اراک و به منظور حفظ اماکن و ابنیه تاریخی و صیانت از میراث فرهنگی اراک توسط شهرداری و سازمان میراث فرهنگی استان مرکزی ایجاد شد. مجموعه بازار اراک به همراه چندین بنای قدیمی مانندکاروانسرای عباسیان وخانه حسن پور در این منطقه قرار گرفته‌اند.

## منبع
1. ↑  «گزارش عملکرد شهرداری منطقه 1 شهرداری اراک در سال91». سایت شهرداری منطقه 1 اراک. ۱۴ اسفند ۱۳۹۲. بایگانی‌شده از اصلی در ۳ اوت ۲۰۱۳.
2. 1 2  «سرشماری 1390 تا سطح آبادی ها». مرکز آمار ایران. بایگانی‌شده از اصلی در ۵ نوامبر ۲۰۱۳.
3. ↑  «تکریم ارباب رجوع و رضایت مندی شهروندان سرلوحه فعالیت‌های منطقه دو شهرداری». شهرداری اراک. ۲۹ تیر ۱۳۹۲. بایگانی‌شده از اصلی در ۵ مارس ۲۰۱۶.
4. ↑  «مختصات و ویژگیهای شهر سنجان». شهرداری سنجان. بایگانی‌شده از اصلی در ۳ ژوئیه ۲۰۱۳.
5. ↑  «شهرداری ویژه بافت تاریخی اراک ایجاد شد». شبکه اطلاع رسانی ساختمان ایران. ۲۹ مهر ۱۳۸۷. بایگانی‌شده از اصلی در ۶ نوامبر ۲۰۱۳.

## پیوند به‌بیرون
- نقشه مناطق کلان‌شهر اراک
- شهرداری منطقهٔ یک اراک
- شهرداری منطقهٔ دو اراک
- شهرداری منطقهٔ سه اراک
- شهرداری منطقهٔ چهار اراک
- شهرداری منطقهٔ پنج اراک
- شهرداری منطقهٔ بافت تاریخی اراک